# L'Herbe médicinale
L'Herbe médicinale (France) ou Stone, Homer est stone (Québec) (Weekend at Burnsie's) est le 16e épisode de la saison 13 de la série télévisée d'animation Les Simpson (The Simpsons).

## Synopsis
Dans cet épisode Marge essaie de faire pousser un potager dans son jardin, mais de nombreux corbeaux viennent manger les graines qu'elle sème. Elle décide de construire un épouvantail, mais Homer le détruit, pensant qu'un individu se trouvait dans son jardin. Les corbeaux deviennent alors les serviteurs d'Homer.
Mais un jour, deux corbeaux prennent Maggie dans leurs serres et s'envolent. Ils la laissent tomber sans le vouloir, mais heureusement elle prend sa couche culotte pour en faire un parachute et atterrit en toute sécurité. Homer se fâche avec les corbeaux et ceux-ci se mettent à l'attaquer. Supportant mal la douleur, il va voir le Docteur Hibbert, se fait prescrire légalement de la marijuana et en devient dépendant.
Un jour, alors qu'il est sous l'emprise de cette drogue, son voisin Ned Flanders lui rend visite pour une pétition. Homer la signe sans la lire. Or cette pétition veut faire interdire les prescriptions médicinales de cannabis.
Ensuite, Homer se fait nommer vice-président de la centrale par son patron « Monty » Burns pour avoir ri de ses blagues, ce que son assistant Smithers n'arrive pas à faire. Entretemps, le conducteur de l'autocar scolaire, Otto Bus s'installe chez les Simpson et devient un grand ami d'Homer.
En ville, un concert est organisé pour que le cannabis à fonction thérapeutique reste légal. À ce concert, on peut voir jouer Phish. Alors qu'Homer fait son discours, il apprend que leur lutte est inutile. Le cannabis médicinal est interdit, car le vote a eu lieu la veille du concert. Homer est alors obligé d'arrêter de fumer. Il continue tout de même son travail avec M. Burns et doit jouer le rôle de son assistant à un congrès. Juste avant ce congrès, Burns décide prendre un bain, mais Smithers l'oublie dedans. Burns souffre d'une maladie : les pores de sa peau sont trop grands et s'il transpire, il peut mourir de déshydratation. Homer et Smithers pensent alors que Burns est mort. Ils accrochent ses bras et ses jambes à des ficelles pour qu'il ait l'air d'être en vie. Le congrès est sauvé, Homer et Smithers faisant effectuer une danse à Burns comme une marionnette, afin de rassurer les actionnaires participants. Les mouvements font repartir le cœur de Burns, ce qui le ramène de manière miraculeuse à la vie.

## Apparitions
- Le groupe Phish;
- L'ancien président Bill Clinton.
- Albert Einstein sur une photo lorsqu'Homer vide son grenier.